# Nauru a 2018-as birkózó-világbajnokságon
Nauru a Budapesten rendezett 2018-as birkózó-világbajnokság egyik részt vevő nemzete volt, mindössze egyetlen sportolóval képviseltette magát.

## Eredmények

### Férfi szabadfogású birkózás
| Versenyző    | Versenyszám | Selejtező                              | Nyolcaddöntő      | Negyeddöntő       | Elődöntő          | Vigaszág első kör | Vigaszág második kör | Bronz- mérkőzés   | Döntő             | Helyezés |
| Versenyző    | Versenyszám | Ellenfél Eredmény                      | Ellenfél Eredmény | Ellenfél Eredmény | Ellenfél Eredmény | Ellenfél Eredmény | Ellenfél Eredmény    | Ellenfél Eredmény | Ellenfél Eredmény | Helyezés |
| ------------ | ----------- | -------------------------------------- | ----------------- | ----------------- | ----------------- | ----------------- | -------------------- | ----------------- | ----------------- | -------- |
| Lowe Bingham | 61 kg       | Szonba Tanadzsi Gongane · India · 10–0 | kiesett           | kiesett           | kiesett           |                   |                      |                   |                   |          |